# Collegio elettorale di Ascoli Piceno (Senato della Repubblica)
Il collegio di Ascoli Piceno fu un collegio elettorale uninominale della Repubblica Italiana appartenente alla Circoscrizione Marche; fu utilizzato per eleggere un senatore della Repubblica dalla I alla XIV legislatura, sebbene con forme diverse e sistemi elettorali diversi.

## Storia
Il collegio venne creato nel 1948 secondo la legge n. 29 del 6 febbraio 1948 la quale, pur basandosi sull'impianto proporzionale in vigore per la Camera, rispetto a quest'ultima conteneva alcuni piccoli correttivi in senso maggioritario. Tale legge ebbe il suo definitivo perfezionamento col Testo Unico n°361 del 1957. Differentemente dalla Camera, la legge elettorale del Senato si articolava su base regionale, seguendo il dettato costituzionale (art.57). Ogni Regione era suddivisa in tanti collegi uninominali quanti erano i seggi ad essa assegnati. All'interno di ciascun collegio, veniva eletto il candidato che avesse raggiunto il quorum del 65% delle preferenze: tale soglia, oggettivamente di difficilissimo conseguimento, tradiva l'impianto proporzionale su cui era concepito anche il sistema elettorale della Camera Alta. Qualora, come normalmente avveniva, nessun candidato avesse conseguito l'elezione, i voti di tutti i candidati venivano raggruppati in liste di partito a livello regionale, dove i seggi venivano allocati utilizzando il metodo D'Hondt delle maggiori medie statistiche e quindi, all'interno di ciascuna lista, venivano dichiarati eletti i candidati con le migliori percentuali di preferenza.
Nel 1993, con la cosiddetta Legge Mattarella (Legge n. 276, Norme per l'elezione del Senato della Repubblica), attuata in seguito al referendum abrogativo del 1993, venne istituito per la Camera dei deputati e per il Senato della Repubblica un sistema di elezione misto, in parte maggioritario e in parte proporzionale. Il 75% dei parlamentari dell'assemblea veniva eletto in collegi uninominali tramite sistema maggioritario a turno unico; il restante 25% al Senato veniva eletto tramite recupero proporzionale dei più votati non eletti attraverso un meccanismo di calcolo denominato "scorporo", cioè sottraendo dal conteggio dei voti totali di una lista nella parte proporzionale i voti ottenuti dai candidati collegati alla medesima lista che erano eletti nei collegi uninominali con il sistema maggioritario.
Il collegio venne abolito insieme a tutti gli altri che costituivano il Senato con la promulgazione della legge elettorale successiva, la cosiddetta Legge Calderoli. Questa prevedeva un sistema proporzionale con premio di maggioranza, che al Senato veniva attribuito a livello regionale.

## 1948-1993

### Territorio
Il collegio di Ascoli Piceno era uno dei 7 collegi uninominali in cui erano suddivise le Marche; comprendeva i seguenti comuni: Acquasanta Terme, Acquaviva Picena, Amandola, Appignano del Tronto, Arquata del Tronto, Ascoli Piceno, Carassai, Castel di Lama, Castignano, Castorano, Colli del Tronto, Comunanza, Cossignano, Cupra Marittima, Folignano, Force, Grottammare, Maltignano, Massignano, Monsampolo del Tronto, Montalto delle Marche, Monte Vidon Combatte, Montedinove, Montefalcone Appennino, Montefiore dell'Aso, Montefortino, Montegallo, Montelparo, Montemonaco, Monteprandone, Offida, Palmiano, Ripatransone, Roccafluvione, San Benedetto del Tronto, Santa Vittoria in Matenano, Smerillo, Spinetoli e Venarotta.

### Dati elettorali

#### I legislatura
|                                                                                | Amor Tartufoli ✔️ Eletto | Democrazia Cristiana          | 58 479  | 60,50 |  |  |  |  |  |
|                                                                                | Guido Fioravanti         | Fronte Democratico Popolare   | 24 577  | 25,43 |  |  |  |  |  |
|                                                                                | Amedeo Ferretti          | Partito Repubblicano Italiano | 7 771   | 8,04  |  |  |  |  |  |
|                                                                                | Silvestro Baglioni       | Blocco Nazionale              | 5 829   | 6,03  |  |  |  |  |  |
| Totale                                                                         | Totale                   | Totale                        | 96 656  | 100   |  |  |  |  |  |
|                                                                                |                          |                               |         |       |  |  |  |  |  |
| Voti non validi                                                                | Voti non validi          | Voti non validi               | 6 187   | 6,02  |  |  |  |  |  |
| Votanti                                                                        | Votanti                  | Votanti                       | 102 843 | 92,95 |  |  |  |  |  |
| Elettori                                                                       | Elettori                 | Elettori                      | 110 648 |       |  |  |  |  |  |
|                                                                                |                          |                               |         |       |  |  |  |  |  |
| Nota: quorum del 65% non raggiunto; ripartizione dei seggi a livello regionale |                          |                               |         |       |  |  |  |  |  |
| Data: 18 aprile 1948                                                           |                          |                               |         |       |  |  |  |  |  |
| Fonte: Ministero dell'interno                                                  |                          |                               |         |       |  |  |  |  |  |

#### II legislatura
|                                                                                | Amor Tartufoli ✔️ Eletto | Democrazia Cristiana           | 53 373  | 51,70 |  |  |  |  |  |
|                                                                                | Ugo Toria                | Partito Comunista Italiano     | 23 317  | 22,58 |  |  |  |  |  |
|                                                                                | Alberto Cianca           | Partito Socialista Italiano    | 10 311  | 9,99  |  |  |  |  |  |
|                                                                                | Luigio Vinci Giugliucci  | Movimento Sociale Italiano     | 7 566   | 7,33  |  |  |  |  |  |
|                                                                                | Vincenzo Storoni         | Partito Liberale Italiano      | 4 025   | 3,90  |  |  |  |  |  |
|                                                                                | Orlando Buonaccordi      | Partito Nazionale Monarchico   | 2 625   | 2,54  |  |  |  |  |  |
|                                                                                | Fabio Luzzatto           | Unità Popolare                 | 1 445   | 1,40  |  |  |  |  |  |
|                                                                                | Enrico Melchiori         | Alleanza Democratica Nazionale | 582     | 0,56  |  |  |  |  |  |
| Totale                                                                         | Totale                   | Totale                         | 103 244 | 100   |  |  |  |  |  |
|                                                                                |                          |                                |         |       |  |  |  |  |  |
| Voti non validi                                                                | Voti non validi          | Voti non validi                | 6 049   | 5,53  |  |  |  |  |  |
| Votanti                                                                        | Votanti                  | Votanti                        | 109 293 | 94,00 |  |  |  |  |  |
| Elettori                                                                       | Elettori                 | Elettori                       | 116 275 |       |  |  |  |  |  |
|                                                                                |                          |                                |         |       |  |  |  |  |  |
| Nota: quorum del 65% non raggiunto; ripartizione dei seggi a livello regionale |                          |                                |         |       |  |  |  |  |  |
| Data: 7 giugno 1953                                                            |                          |                                |         |       |  |  |  |  |  |
| Fonte: Ministero dell'interno                                                  |                          |                                |         |       |  |  |  |  |  |

#### III legislatura
|                                                                                | Amor Tartufoli ✔️ Eletto     | Democrazia Cristiana        | 54 392  | 50,71 |  |  |  |  |  |
|                                                                                | Antonio Allevi               | Partito Comunista Italiano  | 21 376  | 19,93 |  |  |  |  |  |
|                                                                                | Carlo Giorgini               | Partito Socialista Italiano | 17 433  | 16,25 |  |  |  |  |  |
|                                                                                | Enrico Vassura               | Movimento Sociale Italiano  | 6 366   | 5,94  |  |  |  |  |  |
|                                                                                | Riccardo Cherubini Menchetti | Partito Monarchico Popolare | 3 296   | 3,07  |  |  |  |  |  |
|                                                                                | Giuseppe Rosati              | Partito Liberale Italiano   | 2 678   | 2,50  |  |  |  |  |  |
|                                                                                | Domenico Natali              | PRI - PR                    | 1 710   | 1,59  |  |  |  |  |  |
| Totale                                                                         | Totale                       | Totale                      | 107 251 | 100   |  |  |  |  |  |
|                                                                                |                              |                             |         |       |  |  |  |  |  |
| Voti non validi                                                                | Voti non validi              | Voti non validi             | 6 636   | 5,83  |  |  |  |  |  |
| Votanti                                                                        | Votanti                      | Votanti                     | 113 887 | 93,24 |  |  |  |  |  |
| Elettori                                                                       | Elettori                     | Elettori                    | 122 150 |       |  |  |  |  |  |
|                                                                                |                              |                             |         |       |  |  |  |  |  |
| Nota: quorum del 65% non raggiunto; ripartizione dei seggi a livello regionale |                              |                             |         |       |  |  |  |  |  |
| Data: 25 maggio 1958                                                           |                              |                             |         |       |  |  |  |  |  |
| Fonte: Ministero dell'interno                                                  |                              |                             |         |       |  |  |  |  |  |

#### IV legislatura
|                                                                                | Amor Tartufoli ✔️ Eletto | Democrazia Cristiana                    | 43 272  | 40,14 |  |  |  |  |  |
|                                                                                | M. Luzi                  | Partito Comunista Italiano              | 30 249  | 28,06 |  |  |  |  |  |
|                                                                                | N. Cappella              | Partito Socialista Italiano             | 13 576  | 12,59 |  |  |  |  |  |
|                                                                                | T. Danieli               | Movimento Sociale Italiano              | 8 016   | 7,44  |  |  |  |  |  |
|                                                                                | L. Pascali               | Partito Liberale Italiano               | 6 267   | 5,81  |  |  |  |  |  |
|                                                                                | D. Amici                 | Partito Socialista Democratico Italiano | 5 098   | 4,73  |  |  |  |  |  |
|                                                                                | G. Cingoli               | Partito Repubblicano Italiano           | 1 335   | 1,24  |  |  |  |  |  |
| Totale                                                                         | Totale                   | Totale                                  | 107 813 | 100   |  |  |  |  |  |
|                                                                                |                          |                                         |         |       |  |  |  |  |  |
| Voti non validi                                                                | Voti non validi          | Voti non validi                         | 6 542   | 5,72  |  |  |  |  |  |
| Votanti                                                                        | Votanti                  | Votanti                                 | 114 355 | 91,90 |  |  |  |  |  |
| Elettori                                                                       | Elettori                 | Elettori                                | 124 440 |       |  |  |  |  |  |
|                                                                                |                          |                                         |         |       |  |  |  |  |  |
| Nota: quorum del 65% non raggiunto; ripartizione dei seggi a livello regionale |                          |                                         |         |       |  |  |  |  |  |
| Data: 28 aprile 1963                                                           |                          |                                         |         |       |  |  |  |  |  |
| Fonte: Ministero dell'interno                                                  |                          |                                         |         |       |  |  |  |  |  |

#### V legislatura
|                                                                                | Alfredo Scipioni ✔️ Eletto | Democrazia Cristiana          | 49 792  | 45,92 |  |  |  |  |  |
|                                                                                | S. Baiocchi                | PCI - PSIUP                   | 34 271  | 31,61 |  |  |  |  |  |
|                                                                                | C. Azzanesi                | PSI-PSDI Unificati            | 11 140  | 10,27 |  |  |  |  |  |
|                                                                                | E. Portelli                | Movimento Sociale Italiano    | 6 173   | 5,69  |  |  |  |  |  |
|                                                                                | A. Flaiani                 | Partito Liberale Italiano     | 4 715   | 4,35  |  |  |  |  |  |
|                                                                                | U. Bagalini                | Partito Repubblicano Italiano | 2 332   | 2,15  |  |  |  |  |  |
| Totale                                                                         | Totale                     | Totale                        | 108 423 | 100   |  |  |  |  |  |
|                                                                                |                            |                               |         |       |  |  |  |  |  |
| Voti non validi                                                                | Voti non validi            | Voti non validi               | 7 863   | 6,76  |  |  |  |  |  |
| Votanti                                                                        | Votanti                    | Votanti                       | 116 286 | 91,33 |  |  |  |  |  |
| Elettori                                                                       | Elettori                   | Elettori                      | 127 322 |       |  |  |  |  |  |
|                                                                                |                            |                               |         |       |  |  |  |  |  |
| Nota: quorum del 65% non raggiunto; ripartizione dei seggi a livello regionale |                            |                               |         |       |  |  |  |  |  |
| Data: 19 maggio 1968                                                           |                            |                               |         |       |  |  |  |  |  |
| Fonte: Ministero dell'interno                                                  |                            |                               |         |       |  |  |  |  |  |

#### VI legislatura
|                                                                                | Alfredo Scipioni ✔️ Eletto | Democrazia Cristiana                          | 46 935  | 42,09 |  |  |  |  |  |
|                                                                                | L. Romanucci               | PCI - PSIUP                                   | 35 449  | 31,79 |  |  |  |  |  |
|                                                                                | A. Grilli                  | Movimento Sociale Italiano - Destra Nazionale | 11 097  | 9,95  |  |  |  |  |  |
|                                                                                | Giuseppe Cesari            | Partito Socialista Italiano                   | 8 126   | 7,29  |  |  |  |  |  |
|                                                                                | B. De Santis               | Partito Socialista Democratico Italiano       | 4 478   | 4,02  |  |  |  |  |  |
|                                                                                | V. Franchi                 | Partito Liberale Italiano                     | 2 755   | 2,47  |  |  |  |  |  |
|                                                                                | G. Franchi                 | Partito Repubblicano Italiano                 | 2 659   | 2,38  |  |  |  |  |  |
| Totale                                                                         | Totale                     | Totale                                        | 111 499 | 100   |  |  |  |  |  |
|                                                                                |                            |                                               |         |       |  |  |  |  |  |
| Voti non validi                                                                | Voti non validi            | Voti non validi                               | 6 168   | 5,24  |  |  |  |  |  |
| Votanti                                                                        | Votanti                    | Votanti                                       | 117 667 | 91,67 |  |  |  |  |  |
| Elettori                                                                       | Elettori                   | Elettori                                      | 128 365 |       |  |  |  |  |  |
|                                                                                |                            |                                               |         |       |  |  |  |  |  |
| Nota: quorum del 65% non raggiunto; ripartizione dei seggi a livello regionale |                            |                                               |         |       |  |  |  |  |  |
| Data: 7 maggio 1972                                                            |                            |                                               |         |       |  |  |  |  |  |
| Fonte: Ministero dell'interno                                                  |                            |                                               |         |       |  |  |  |  |  |

#### VII legislatura
|                                                                                | Raffaele Girotti ✔️ Eletto     | Democrazia Cristiana                          | 50 899  | 43,77 |  |  |  |  |  |
|                                                                                | Gianni Giacomo Lattanzi        | Partito Comunista Italiano                    | 43 159  | 37,12 |  |  |  |  |  |
|                                                                                | Luigi Natali                   | Movimento Sociale Italiano - Destra Nazionale | 8 084   | 6,95  |  |  |  |  |  |
|                                                                                | Giuseppe Cesari                | Partito Socialista Italiano                   | 7 522   | 6,47  |  |  |  |  |  |
|                                                                                | Filippo De Titta               | Partito Socialista Democratico Italiano       | 2 704   | 2,33  |  |  |  |  |  |
|                                                                                | Francesco Giordani             | Partito Repubblicano Italiano                 | 2 353   | 2,02  |  |  |  |  |  |
|                                                                                | Flaviano Albanese              | Partito Liberale Italiano                     | 901     | 0,77  |  |  |  |  |  |
|                                                                                | Giuseppina Teodori in Saladini | Partito Radicale                              | 654     | 0,56  |  |  |  |  |  |
| Totale                                                                         | Totale                         | Totale                                        | 116 276 | 100   |  |  |  |  |  |
|                                                                                |                                |                                               |         |       |  |  |  |  |  |
| Voti non validi                                                                | Voti non validi                | Voti non validi                               | 4 790   | 3,96  |  |  |  |  |  |
| Votanti                                                                        | Votanti                        | Votanti                                       | 121 066 | 93,64 |  |  |  |  |  |
| Elettori                                                                       | Elettori                       | Elettori                                      | 129 290 |       |  |  |  |  |  |
|                                                                                |                                |                                               |         |       |  |  |  |  |  |
| Nota: quorum del 65% non raggiunto; ripartizione dei seggi a livello regionale |                                |                                               |         |       |  |  |  |  |  |
| Data: 20 giugno 1976                                                           |                                |                                               |         |       |  |  |  |  |  |
| Fonte: Ministero dell'interno                                                  |                                |                                               |         |       |  |  |  |  |  |

#### VIII legislatura
|                                                                                | Gualtiero Nepi ✔️ Eletto | Democrazia Cristiana                          | 49 125  | 42,35 |  |  |  |  |  |
|                                                                                | U. Toria                 | Partito Comunista Italiano                    | 40 565  | 34,97 |  |  |  |  |  |
|                                                                                | V. Corradetti            | Partito Socialista Italiano                   | 9 809   | 8,46  |  |  |  |  |  |
|                                                                                | G. Natali                | Movimento Sociale Italiano - Destra Nazionale | 7 031   | 6,06  |  |  |  |  |  |
|                                                                                | Filippo De Titta         | Partito Socialista Democratico Italiano       | 2 852   | 2,46  |  |  |  |  |  |
|                                                                                | Nicola Sciarra           | Partito Repubblicano Italiano                 | 2 827   | 2,44  |  |  |  |  |  |
|                                                                                | G. Di Ruscio             | Partito Radicale                              | 1 924   | 1,66  |  |  |  |  |  |
|                                                                                | V. Napoleoni             | Partito Liberale Italiano                     | 1 360   | 1,17  |  |  |  |  |  |
|                                                                                | M. Natalini              | Costituente di Destra - Democrazia Nazionale  | 494     | 0,43  |  |  |  |  |  |
| Totale                                                                         | Totale                   | Totale                                        | 115 987 | 100   |  |  |  |  |  |
|                                                                                |                          |                                               |         |       |  |  |  |  |  |
| Voti non validi                                                                | Voti non validi          | Voti non validi                               | 7 508   | 6,08  |  |  |  |  |  |
| Votanti                                                                        | Votanti                  | Votanti                                       | 123 495 | 90,26 |  |  |  |  |  |
| Elettori                                                                       | Elettori                 | Elettori                                      | 136 823 |       |  |  |  |  |  |
|                                                                                |                          |                                               |         |       |  |  |  |  |  |
| Nota: quorum del 65% non raggiunto; ripartizione dei seggi a livello regionale |                          |                                               |         |       |  |  |  |  |  |
| Data: 3 giugno 1979                                                            |                          |                                               |         |       |  |  |  |  |  |
| Fonte: Ministero dell'interno                                                  |                          |                                               |         |       |  |  |  |  |  |

#### IX legislatura
|                                                                                | Gualtiero Nepi ✔️ Eletto | Democrazia Cristiana                          | 43 659  | 37,25 |  |  |  |  |  |
|                                                                                | Nazario Petrucci         | Partito Comunista Italiano                    | 40 897  | 34,89 |  |  |  |  |  |
|                                                                                | Carlo Azzanesi           | Partito Socialista Italiano                   | 10 348  | 8,83  |  |  |  |  |  |
|                                                                                | Vincenzo Rosini          | Movimento Sociale Italiano - Destra Nazionale | 8 722   | 7,44  |  |  |  |  |  |
|                                                                                | Nicola Sciarra           | Partito Repubblicano Italiano                 | 3 511   | 3,00  |  |  |  |  |  |
|                                                                                | Filippo De Titta         | Partito Socialista Democratico Italiano       | 3 073   | 2,62  |  |  |  |  |  |
|                                                                                | Italo Lisi               | Partito Nazionale Pensionati                  | 2 198   | 1,88  |  |  |  |  |  |
|                                                                                | Flaviano Albanese        | Partito Liberale Italiano                     | 2 129   | 1,82  |  |  |  |  |  |
|                                                                                | Giuseppina Teodori       | Partito Radicale                              | 1 483   | 1,27  |  |  |  |  |  |
|                                                                                | Maria Pia Colonna        | Democrazia Proletaria                         | 1 095   | 0,93  |  |  |  |  |  |
|                                                                                | Olga Casadei             | Lista per Trieste                             | 89      | 0,08  |  |  |  |  |  |
| Totale                                                                         | Totale                   | Totale                                        | 117 204 | 100   |  |  |  |  |  |
|                                                                                |                          |                                               |         |       |  |  |  |  |  |
| Voti non validi                                                                | Voti non validi          | Voti non validi                               | 9 452   | 7,46  |  |  |  |  |  |
| Votanti                                                                        | Votanti                  | Votanti                                       | 126 656 | 89,42 |  |  |  |  |  |
| Elettori                                                                       | Elettori                 | Elettori                                      | 141 646 |       |  |  |  |  |  |
|                                                                                |                          |                                               |         |       |  |  |  |  |  |
| Nota: quorum del 65% non raggiunto; ripartizione dei seggi a livello regionale |                          |                                               |         |       |  |  |  |  |  |
| Data: 26 giugno 1983                                                           |                          |                                               |         |       |  |  |  |  |  |
| Fonte: Ministero dell'interno                                                  |                          |                                               |         |       |  |  |  |  |  |

#### X legislatura
|                                                                                | Gualtiero Nepi ✔️ Eletto | Democrazia Cristiana                          | 45 761  | 37,53 |  |  |  |  |  |
|                                                                                | Gianni Giacomo Lattanzi  | Partito Comunista Italiano                    | 39 784  | 32,63 |  |  |  |  |  |
|                                                                                | A. Egidi                 | Partito Socialista Italiano                   | 13 825  | 11,34 |  |  |  |  |  |
|                                                                                | V. Rosini                | Movimento Sociale Italiano - Destra Nazionale | 9 165   | 7,52  |  |  |  |  |  |
|                                                                                | G. Silvestri             | Partito Repubblicano Italiano                 | 2 838   | 2,33  |  |  |  |  |  |
|                                                                                | F. M. Battiato           | Partito Socialista Democratico Italiano       | 2 512   | 2,06  |  |  |  |  |  |
|                                                                                | G. Teodori               | Partito Radicale                              | 2 091   | 1,71  |  |  |  |  |  |
|                                                                                | P. D'Angelo              | Lista Verde                                   | 2 085   | 1,71  |  |  |  |  |  |
|                                                                                | G. Marozzi               | Democrazia Proletaria                         | 1 901   | 1,56  |  |  |  |  |  |
|                                                                                | A. Flaiani               | Partito Liberale Italiano                     | 1 255   | 1,03  |  |  |  |  |  |
|                                                                                | L. Ragazzini             | Liga Veneta - Pensionati Uniti                | 593     | 0,49  |  |  |  |  |  |
|                                                                                | C. Chistolini            | Alleanza Popolare Pensionati                  | 132     | 0,11  |  |  |  |  |  |
| Totale                                                                         | Totale                   | Totale                                        | 121 942 | 100   |  |  |  |  |  |
|                                                                                |                          |                                               |         |       |  |  |  |  |  |
| Voti non validi                                                                | Voti non validi          | Voti non validi                               | 8 473   | 6,50  |  |  |  |  |  |
| Votanti                                                                        | Votanti                  | Votanti                                       | 130 415 | 88,74 |  |  |  |  |  |
| Elettori                                                                       | Elettori                 | Elettori                                      | 146 965 |       |  |  |  |  |  |
|                                                                                |                          |                                               |         |       |  |  |  |  |  |
| Nota: quorum del 65% non raggiunto; ripartizione dei seggi a livello regionale |                          |                                               |         |       |  |  |  |  |  |
| Data: 14 giugno 1987                                                           |                          |                                               |         |       |  |  |  |  |  |
| Fonte: Ministero dell'interno                                                  |                          |                                               |         |       |  |  |  |  |  |

#### XI legislatura
|                                                                                | Francesco Merloni ✔️ Eletto  | Democrazia Cristiana                          | 41 334  | 33,19 |  |  |  |  |  |
|                                                                                | Giovanni Ferrante            | Partito Democratico della Sinistra            | 24 876  | 19,97 |  |  |  |  |  |
|                                                                                | Wolfango Zappasodi ✔️ Eletto | Partito Socialista Italiano                   | 22 486  | 18,05 |  |  |  |  |  |
|                                                                                | Luisa Puzielli               | Partito della Rifondazione Comunista          | 11 050  | 8,87  |  |  |  |  |  |
|                                                                                | Nazzareno Galanti            | Movimento Sociale Italiano - Destra Nazionale | 10 118  | 8,12  |  |  |  |  |  |
|                                                                                | Nicola Sciarra               | Partito Repubblicano Italiano                 | 3 900   | 3,13  |  |  |  |  |  |
|                                                                                | Piero Camaioni               | Federazione dei Verdi                         | 3 328   | 2,67  |  |  |  |  |  |
|                                                                                | Ezio Pulcini                 | Partito Socialista Democratico Italiano       | 1 661   | 1,33  |  |  |  |  |  |
|                                                                                | Ivano Antinossi              | Partito Liberale Italiano                     | 1 562   | 1,25  |  |  |  |  |  |
|                                                                                | Carlo RIginelli              | Sì Referendum                                 | 1 352   | 1,09  |  |  |  |  |  |
|                                                                                | Silvano Ciferri              | Caccia Pesca Ambiente                         | 926     | 0,74  |  |  |  |  |  |
|                                                                                | Marcello Sgattoni            | Lega Lombarda                                 | 897     | 0,72  |  |  |  |  |  |
|                                                                                | Giovanni Giacomozzi          | Lega Marche                                   | 775     | 0,62  |  |  |  |  |  |
|                                                                                | Sergio Labrecciosa           | Federalismo - Pensionati Uomini Vivi          | 278     | 0,22  |  |  |  |  |  |
| Totale                                                                         | Totale                       | Totale                                        | 124 543 | 100   |  |  |  |  |  |
|                                                                                |                              |                                               |         |       |  |  |  |  |  |
| Voti non validi                                                                | Voti non validi              | Voti non validi                               | 10 213  | 7,58  |  |  |  |  |  |
| Votanti                                                                        | Votanti                      | Votanti                                       | 134 756 | 86,99 |  |  |  |  |  |
| Elettori                                                                       | Elettori                     | Elettori                                      | 154 911 |       |  |  |  |  |  |
|                                                                                |                              |                                               |         |       |  |  |  |  |  |
| Nota: quorum del 65% non raggiunto; ripartizione dei seggi a livello regionale |                              |                                               |         |       |  |  |  |  |  |
| Data: 5 aprile 1992                                                            |                              |                                               |         |       |  |  |  |  |  |
| Fonte: Ministero dell'interno                                                  |                              |                                               |         |       |  |  |  |  |  |

## 1993-2005

### Territorio
Il collegio di Ascoli Piceno era uno dei 6 collegi uninominali in cui erano suddivise le Marche; come previsto dal D.Lgs. del 20 dicembre 1993 n. 535, e comprendeva i seguenti comuni: Acquasanta Terme, Acquaviva Picena, Altidona, Amandola, Appignano del Tronto, Arquata del Tronto, Ascoli Piceno, Belmonte Piceno, Campofilone, Carassai, Castel di Lama, Castignano, Castorano, Colli del Tronto, Comunanza, Cossignano, Cupra Marittima, Folignano, Force, Grottammare, Grottazzolina, Magliano di Tenna, Maltignano, Massignano, Monsampietro Morico, Monsampolo del Tronto, Montalto delle Marche, Monte Giberto, Monte Rinaldo, Monte Vidon Combatte, Montedinove, Montefalcone Appennino, Montefiore dell'Aso, Montefortino, Montegallo, Monteleone di Fermo,  Montelparo, Montemonaco, Monteprandone, Monterubbiano, Montottone, Moresco, Offida, Ortezzano, Palmiano, Pedaso, Petritoli, Ponzano di Fermo, Ripatransone, Roccafluvione, San Benedetto del Tronto, Santa Vittoria in Matenano, Smerillo, Spinetoli e Venarotta.

### Eletti
| Elezione | Elezione | Senatore          | Partito                  |
| -------- | -------- | ----------------- | ------------------------ |
|          | 1994     | Luigi Manconi     | Progressisti (FdV)       |
|          | 1996     | Giovanni Ferrante | L'Ulivo (PDS)            |
|          | 2001     | Amedeo Ciccanti   | Casa delle Libertà (CDU) |

### Dati elettorali

#### XII legislatura
|                               | Luigi Manconi ✔️ Eletto | Progressisti       | 52 154  | 38,05 |  |  |  |  |  |
|                               | Luigi Natali ✔️ Eletto  | Alleanza Nazionale | 32 902  | 24,00 |  |  |  |  |  |
|                               | Amos Ciabatti           | Polo delle Libertà | 26 364  | 19,23 |  |  |  |  |  |
|                               | Sergio Silvestrelli     | Patto per l'Italia | 25 647  | 18,71 |  |  |  |  |  |
| Totale                        | Totale                  | Totale             | 137 067 | 100   |  |  |  |  |  |
|                               |                         |                    |         |       |  |  |  |  |  |
| Voti non validi               | Voti non validi         | Voti non validi    | 13 651  | 9,06  |  |  |  |  |  |
| Votanti                       | Votanti                 | Votanti            | 150 718 | 86,06 |  |  |  |  |  |
| Elettori                      | Elettori                | Elettori           | 175 125 |       |  |  |  |  |  |
|                               |                         |                    |         |       |  |  |  |  |  |
| Data: 27-28 marzo 1994        |                         |                    |         |       |  |  |  |  |  |
| Fonte: Ministero dell'interno |                         |                    |         |       |  |  |  |  |  |

#### XIII legislatura
|                               | Giovanni Ferrante ✔️ Eletto    | L'Ulivo              | 68 390  | 49,86  |  |  |  |  |  |
|                               | Francesca Scopelliti ✔️ Eletta | Polo per le Libertà  | 62 330  | 45,44  |  |  |  |  |  |
|                               | Dante Merlonghi                | Per un Paese Normale | 3 976   | 2,90   |  |  |  |  |  |
|                               | Pasquale Piccioni              | Lega Nord            | 2 476   | 1,81   |  |  |  |  |  |
| Totale                        | Totale                         | Totale               | 137 172 | 100    |  |  |  |  |  |
|                               |                                |                      |         |        |  |  |  |  |  |
| Voti non validi               | Voti non validi                | Voti non validi      | 12 674  | 8,46   |  |  |  |  |  |
| Votanti                       | Votanti                        | Votanti              | 149 846 | 100,00 |  |  |  |  |  |
| Elettori                      | Elettori                       | Elettori             | 149 846 |        |  |  |  |  |  |
|                               |                                |                      |         |        |  |  |  |  |  |
| Data: 21 aprile 1996          |                                |                      |         |        |  |  |  |  |  |
| Fonte: Ministero dell'interno |                                |                      |         |        |  |  |  |  |  |

#### XIV legislatura
|                               | Amedeo Ciccanti ✔️ Eletto | Casa delle Libertà                   | 62 963  | 43,83 |  |  |  |  |  |
|                               | Giovanni Ferrante         | L'Ulivo                              | 58 182  | 40,50 |  |  |  |  |  |
|                               | Luigi Trivellizzi         | Partito della Rifondazione Comunista | 8 070   | 5,62  |  |  |  |  |  |
|                               | Giuseppe Savini           | Lista Di Pietro                      | 4 856   | 3,38  |  |  |  |  |  |
|                               | Alessandro Barchetta      | Fiamma Tricolore                     | 4 139   | 2,88  |  |  |  |  |  |
|                               | Gabriella Pizi            | Democrazia Europea                   | 3 284   | 2,29  |  |  |  |  |  |
|                               | Tiziana Antonucci         | Lista Pannella-Bonino                | 2 175   | 1,51  |  |  |  |  |  |
| Totale                        | Totale                    | Totale                               | 143 669 | 100   |  |  |  |  |  |
|                               |                           |                                      |         |       |  |  |  |  |  |
| Voti non validi               | Voti non validi           | Voti non validi                      | 9 591   | 6,26  |  |  |  |  |  |
| Votanti                       | Votanti                   | Votanti                              | 153 260 | 82,99 |  |  |  |  |  |
| Elettori                      | Elettori                  | Elettori                             | 184 672 |       |  |  |  |  |  |
|                               |                           |                                      |         |       |  |  |  |  |  |
| Data: 13 maggio 2001          |                           |                                      |         |       |  |  |  |  |  |
| Fonte: Ministero dell'interno |                           |                                      |         |       |  |  |  |  |  |